# 布施貝格山
48°34′31″N 16°23′46″E / 48.57528°N 16.39611°E

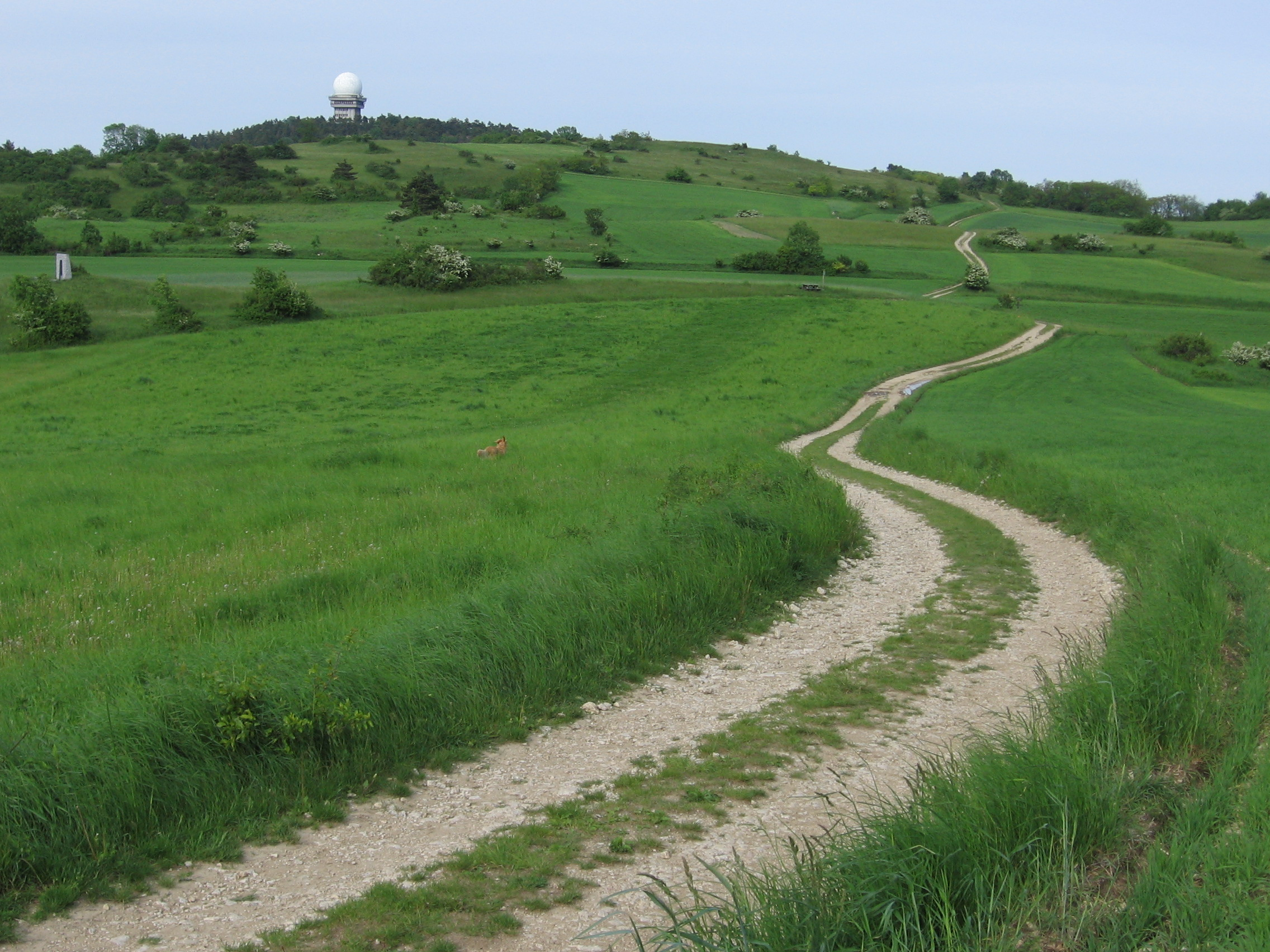

布施貝格山（德語：Buschberg），是奧地利的山峰，位於該國東北部，由下奧地利州負責管轄，屬於萊瑟山的一部分，海拔高度491米，每年平均降雨量824毫米。